# Le Pilat
Le Pilat ou Le Pyla est un tableau réalisé par Albert Marquet en 1935. Cette huile sur toile représente une plage à proximité de la dune du Pilat sur la commune de La Teste-de-Buch.
Elle est conservée par le musée des Beaux-Arts de Bordeaux.